# Torneo Tucumano 2024
El Torneo Tucumano 2024 fue la quincuagésima sexta edición del torneo de rugby que agrupa a los clubes de la Unión de Rugby de Tucumán, que celebró el octogésimo aniversario de la fundación de la unión de rugby de la provincia. 
El torneo tucumano tuvo un formato que contó con diez equipos que jugaron un total de nueve jornadas de la fase regular y dos jornadas eliminatorias. Empezó sábado 2 de marzo y terminó el 25 de mayo. Una vez concluida las nueve jornadas, se jugó la instancia eliminatoria, siendo los cuatro primeros los que disputaron las semifinales para decretar al campeón.
Se consagró como campeón Natación y Gimnasia, que obtuvo su octavo título tucumano, al vencer a Lawn Tennis en la final.

## Equipos participantes[3]
- Lince Rugby Club.

- Los Tarcos Rugby Club.

- Club Natación y Gimnasia.

- Tucumán Lawn Tennis Club.

- Tucumán Rugby Club.

- Universitario Rugby Club (Tucumán).

- Cardenales Rugby Club.

- Huirapuca.

- Jockey Club de Tucumán.

- Corsarios Rugby Club.

## Tabla
| Equipos                  | Encuentros | Encuentros | Encuentros | Encuentros | Puntos | Clasificación                                 |
| Equipos                  | PJ         | PG         | PE         | PP         | Puntos | Clasificación                                 |
| ------------------------ | ---------- | ---------- | ---------- | ---------- | ------ | --------------------------------------------- |
| Tucumán Lawn Tennis Club | 9          | 9          | 0          | 0          | 41     | Semifinal y Torneo Regional del Noroeste 2024 |
| Club Natación y Gimnasia | 9          | 7          | 0          | 2          | 33     | Semifinal y Torneo Regional del Noroeste 2024 |
| Tucumán Rugby Club       | 9          | 7          | 0          | 2          | 33     | Semifinal y Torneo Regional del Noroeste 2024 |
| Huirapuca                | 9          | 7          | 0          | 2          | 31     | Semifinal y Torneo Regional del Noroeste 2024 |
| Universitario Rugby Club | 9          | 5          | 0          | 4          | 23     | Torneo Regional del Noroeste 2024             |
| Cardenales Rugby Club    | 9          | 4          | 0          | 5          | 21     | Torneo Regional del Noroeste 2024             |
| Jockey Club de Tucumán   | 9          | 3          | 0          | 6          | 15     | Torneo Regional del Noroeste 2024             |
| Los Tarcos Rugby Club    | 9          | 2          | 0          | 7          | 13     | Torneo Regional del Noroeste 2024             |
| Lince Rugby Club         | 9          | 1          | 0          | 8          | 6      | Regional del Acenso                           |
| Corsarios Rugby Club     | 9          | 0          | 0          | 9          | 1      | Respechaje del Regional del Acenso            |
|  | Clasificados a Semifinales. |

## Desarrollo
| Fecha | Equipo local                       | Resultado | Equipo visitante                   |
| ----- | ---------------------------------- | --------- | ---------------------------------- |
| 1     | Club Natación y Gimnasia           | 78-14     | Corsarios Rugby Club               |
| 1     | Tucumán Lawn Tennis Club           | 41-17     | Huirapuca                          |
| 1     | Lince Rugby Club                   | 26-29     | Universitario Rugby Club (Tucumán) |
| 1     | Cardenales Rugby Club              | 30-35     | Tucumán Rugby Club                 |
| 1     | Jockey Club de Tucumán             | 37-22     | Los Tarcos Rugby Club              |
| 2     | Corsarios Rugby Club               | 10-103    | Jockey Club de Tucumán             |
| 2     | Los Tarcos Rugby Club              | 20-27     | Cardenales Rugby Club              |
| 2     | Tucumán Rugby Club                 | 29-13     | Lince Rugby Club                   |
| 2     | Universitario Rugby Club (Tucumán) | 23-40     | Tucumán Lawn Tennis Club           |
| 2     | Huirapuca                          | 36-31     | Club Natación y Gimnasia           |
| 3     | Huirapuca                          | 115-5     | Corsarios Rugby Club               |
| 3     | Club Natación y Gimnasia           | 45-15     | Universitario Rugby Club (Tucumán) |
| 3     | Tucumán Lawn Tennis Club           | 16-15     | Tucumán Rugby Club                 |
| 3     | Lince Rugby Club                   | 33-34     | Los Tarcos Rugby Club              |
| 3     | Cardenales Rugby Club              | 22-17     | Jockey Club de Tucumán             |
| 4     | Corsarios Rugby Club               | 7-75      | Cardenales Rugby Club              |
| 4     | Jockey Club de Tucumán             | 32-17     | Lince Rugby Club                   |
| 4     | Los Tarcos Rugby Club              | 30-34     | Tucumán Lawn Tennis Club           |
| 4     | Tucumán Rugby Club                 | 13-26     | Club Natación y Gimnasia           |
| 4     | Universitario Rugby Club (Tucumán) | 13-22     | Huirapuca                          |
| 5     | Universitario Rugby Club (Tucumán) | 89-21     | Corsarios Rugby Club               |
| 5     | Huirapuca                          | 14-15     | Tucumán Rugby Club                 |
| 5     | Club Natación y Gimnasia           | 33-18     | Los Tarcos Rugby Club              |
| 5     | Tucumán Lawn Tennis Club           | 26-13     | Jockey Club de Tucumán             |
| 5     | Lince Rugby Club                   | 24-48     | Cardenales Rugby Club              |
| 6     | Corsarios Rugby Club               | 14-18     | Lince Rugby Club                   |
| 6     | Cardenales Rugby Club              | 26-35     | Tucumán Lawn Tennis Club           |
| 6     | Jockey Club de Tucumán             | 7-20      | Club Natación y Gimnasia           |
| 6     | Los Tarcos Rugby Club              | 29-30     | Huirapuca                          |
| 6     | Tucumán Rugby Club                 | 20-19     | Universitario Rugby Club (Tucumán) |
| 7     | Tucumán Rugby Club                 | 82-20     | Corsarios Rugby Club               |
| 7     | Universitario Rugby Club (Tucumán) | 27-25     | Los Tarcos Rugby Club              |
| 7     | Huirapuca                          | 34-10     | Jockey Club de Tucumán             |
| 7     | Club Natación y Gimnasia           | 27-25     | Cardenales Rugby Club              |
| 7     | Tucumán Lawn Tennis Club           | 52-27     | Lince Rugby Club                   |
| 8     | Corsarios Rugby Club               | 7-94      | Tucumán Lawn Tennis Club           |
| 8     | Lince Rugby Club                   | 19-42     | Club Natación y Gimnasia           |
| 8     | Cardenales Rugby Club              | 17-41     | Huirapuca                          |
| 8     | Jockey Club de Tucumán             | 8-30      | Universitario Rugby Club (Tucumán) |
| 8     | Los Tarcos Rugby Club              | 22-53     | Tucumán Rugby Club                 |
| 9     | Los Tarcos Rugby Club              | 54-28     | Corsarios Rugby Club               |
| 9     | Tucumán Rugby Club                 | 47-22     | Jockey Club de Tucumán             |
| 9     | Universitario Rugby Club (Tucumán) | 31-29     | Cardenales Rugby Club              |
| 9     | Huirapuca                          | 41-22     | Lince Rugby Club                   |
| 9     | Club Natación y Gimnasia           | 24-28     | Tucumán Lawn Tennis Club           |

## Fase Final[4]
|  | Semifinales | Semifinales              | Semifinales              |                          |                          | Final                    | Final      | Final      |  |
|  | 19 de Mayo  | 19 de Mayo               | 19 de Mayo               |                          |                          | 25 de Mayo               | 25 de Mayo | 25 de Mayo |  |
|  |             |                          |                          |                          |                          |                          |            |            |  |
|  |             |                          |                          |                          |                          |                          |            |            |  |
|  | 1           | Tucumán Lawn Tennis Club | 42                       |                          |                          |                          |            |            |  |
|  | 1           | Tucumán Lawn Tennis Club | 42                       |                          |                          |                          |            |            |  |
|  | 4           | Huirapuca                | 20                       |                          |                          |                          |            |            |  |
|  | 4           | Huirapuca                | 20                       |                          | Tucumán Lawn Tennis Club | Tucumán Lawn Tennis Club | 23         |            |  |
|  |             |                          |                          |                          | Tucumán Lawn Tennis Club | Tucumán Lawn Tennis Club | 23         |            |  |
|  |             |                          | Club Natación y Gimnasia | Club Natación y Gimnasia | 25                       |                          |            |            |  |
|  | 3           | Club Natación y Gimnasia | Club Natación y Gimnasia | Club Natación y Gimnasia | 25                       | 26                       |            |            |  |
|  | 3           | Club Natación y Gimnasia |                          |                          |                          | 26                       |            |            |  |
|  | 2           | Tucumán Rugby Club       | 22                       |                          |                          |                          |            |            |  |
|  | 2           | Tucumán Rugby Club       | 22                       |                          |                          |                          |            |            |  |
|  |             |                          |                          |                          |                          |                          |            |            |  |

Final
| 25/5/2024 | Lawn Tennis | vs. | Natación | La Caldera del Parque, San Miguel de Tucumán |  |

| Campeón Club Natación y Gimnasia |
|                                  |

## Goleadores
| Jugador                | Equipo              | Goles |
| ---------------------- | ------------------- | ----- |
| Ignacio Cerrutti       | Cardenales          | 166   |
| Juan de la Cruz Molina | Huirapuca           | 133   |
| Santiago Rez Masud     | Lawn Tennis         | 125   |
| César Rivadeneira      | Natación y Gimnasia | 102   |
| Luciano Valdéz         | Universitario       | 77    |